# Теорија завере о новчићу од 10 агора
Теорија завере о новчићу од 10 агора јесте теорија завере, коју је изнео лидер Палестинске ослободилачке организације (ПОО) и партије Фатах, Јасер Арафат, на основу чланка географа Гвина Роулија. У Роулијевом чланку се тврдило да је на израелском новчићу приказана карта, која одражава територијалне амбиције Израела. Показујући новчић, Јасер Арафат је 1990. године у Савету безбедности УН дао изјаву о намерама Израела. Претпоставке Роулија и Арафата проверили су стручњаци за историју, географију, археологију и нумизматику, и оне су оцењене као неосноване. Касније је, међутим, партија Фатах наставила да их користи.

## Чланак Гвина Роулија
Године 1989. географ Гвин Роули објавио је чланак „Развој перспектива територијалног обухвата Израела: кратка процена” (енгл. Developing Perspectives upon the Areal Extent of Israel: An Outline Evaluation, 1989), који је садржао илустрацију с натписом „величина територије Израела према <…> израелском новчићу од 10 агора”. У овом чланку Роули је изјавио да се новчић може сматрати „једним од могућих знакова ширих територијалних амбиција Израела”, тврдећи да је на новчићу „приказана карта, која, по свему судећи, представља територију, која би се могла простирати и обухватати савремени Аман, Бејрут, Багдад, Дамаск и северне делове Саудијске Арабије”.

## Изјаве Јасера Арафата
Дана 25. маја 1990. године Јасер Арафат је на заседању Савета безбедности УН изјавио да је на аверсу израелског новчића од 10 агора приказана карта „Великог Израела” (од Средоземног мора до Месопотамије и од Црвеног мора до Еуфрата). Касније је он више пута понављао ову изјаву, стекавши навику да носи у џепу такве новчиће и показује их својим саговорницима, тврдећи да они представљају „флагрантну демонстрацију ционистичких тежњи”. Као потврду у свом првобитном говору Арафат се позвао на америчко издање Jewish Journal; касније се испоставило да се мислило на Роулијев чланак у GeoJournal.

## Анализа
Географ Сајмон Беркович прокоментарисао је да „ничим непоткрепљена изјава Роулија нема никаквог основа”, истакавши да је на новчићу угравиран седмокраки свећњак (менора) на позадини камена, а да је Роули, „преклапајући контуру камена преко карте Блиског истока, створио до тада непознату слику региона”.
Кустоскиња нумизматике Банке Израела, Рахел Баркај, истакла је да израелски новчић садржи умањени приказ древног новчића искованог за време владавине јудејског краља Антигона II (40–37. п. н. е.), последњег из династије Хасмонејаца. Посебан значај древног новчића лежи у томе, што он садржи први познати приказ меноре у јеврејској уметности.
Дан Бараг, археолог и нумизматичар, професор Хебрејског универзитета у Јерусалиму, прокоментарисао је да нема ни библијских, ни историјских основа за веровање да овај древни новчић приказује контуре граница.
Роули је у интервјуу историчару и новинару Тому Сегеву изјавио да није био сигуран да ли је област на новчићу карта, али је сматрао да је то могуће. Сазнавши да контура на савременом новчићу понавља неправилне обрисе древног новчића, који је изгубио облик, Роули је закључио да је неко намерно деформисао древни новчић како би му дао одговарајући облик. На питање шта га је навело на такво размишљање, Роули је одговорио да то не може са сигурношћу да тврди, али ни да није сигуран да то није учињено. Беркович примећује код Роулија „потпуно нов приступ научном методу” и претпоставку о „завери” с циљем да се промени облик древног новчића, пронађеног много пре појављивања његовог лика на савременој валути.

## Каснији догађаји
Теорију завере везану за новчић и даље користи партија Фатах. Дана 21. октобра 2023. године, Комисија Фатаха за информисање и културу објавила је интервју са Арафатом, где он излаже конспиролошку теорију о новчићу, уз коментар: „он разоткрива планове окупације за стварање своје такозване ’државе’, и какве су њене границе”.